# Dub různolistý
Dub různolistý (Quercus × heterophylla) je listnatý strom z čeledi bukovité. Je to spontánní kříženec dubu červeného (Quercus rubra) a dubu vrbolistého (Q. phellos), známý z jihovýchodních oblastí USA.

## Popis
Dub různolistý je opadavý strom dorůstající výšky 20 až 30 metrů. Koruna je kuželovitá až vejcovitá. Letorosty jsou lysé, s malými lysými vejcovitými pupeny. Listy jsou proměnlivého tvaru, podlouhlé až eliptické nebo obvejčité. Čepel listů je celokrajná nebo na každé straně se 3 až 6 hrubými zašpičatělými zuby či laloky. Listy jsou na líci tmavě zelené a lesklé, na rubu hnědavé. V paždí žilek na rubu listů jsou chomáčky chlupů. Řapík je 10 až 25 mm dlouhý. Žaludy jsou téměř přisedlé, podobné žaludům dubu červeného.
Dub různolistý se vyskytuje jako přirozeně vzniklý kříženec v oblasti výskytu obou rodičovských druhů, dubu červeného (Quercus rubra) a dubu vrbolistého (Q. phellos), v jihovýchodních oblastech USA.

## Význam
Tento dub je možno pěstovat jako okrasnou dřevinu, není však prokazatelně uváděn z žádné české botanické zahrady nebo arboreta.
Jako památné stromy jsou v České republice chráněny tři exempláře: dub ve Žďárském Potoce v okrese Bruntál, dub v Dolní Moravici v okrese Bruntál a dub u Malonic v okrese Klatovy.